# Franciszek
Franciszek ist ein männlicher Vorname.

## Herkunft und Bedeutung
Der Name ist die polnische Form des deutschen Namens Franz.

## Verbreitung
Der Name kommt in Deutschland seit 2010 jedes Jahr in der Namensgebung vor, seitdem wurde er rund 530 Mal vergeben. In der Schweiz tragen 80 Jungen diesen Namen (Stand 2023). Der Name befindet sich in Österreich seit 2004 in den Hitlisten, seit 2011 wurde er häufiger vergeben.
Besonders beliebt ist der Name Franciszek in Polen. Seit der Jahrtausendwende steigt seine Popularität stark. Seit dem Jahr 2014 liegt er regelmäßig in den Top-10 der Hitlisten. Von 2000 bis 2023 wurden 89.800 Jungen so genannt. In Belgien wird der Name seit 2014 regelmäßig vergeben. Der Name befindet sich in den Niederlanden seit 2017 jedes Jahr in den Vornamenscharts. Im Jahr 2023 belegte er Rang 506. In Frankreich befand sich Franciszek nur in den 1920er und 1930er Jahren kurzzeitig in den Top-500.
In den nordischen Ländern Dänemark, Norwegen und Schweden gilt der Name als mäßig populär.
Der Name liegt seit 2008 in England und Wales dauerhaft in den Top-1000. Seine beste Platzierung erzielte er im Jahr 2018 mit Rang 335. In Irland wird der Name seit 1964 alljährlich bei der Namenswahl berücksichtigt, jedoch ist er nur mäßig beliebt. Der Name ist in Schottland seit 2007 und in den USA seit 2010 jedes Jahr in den Hitlisten vertreten. Seine Vergabe ist auch Nordirland und Kanada nachgewiesen.

## Bekannte Namensträger
- Franciszek Alter (1889–1945), polnischer Brigadegeneral
- Franciszek Araszkiewicz (* 1986), polnischer Komponist, Installations-, Performance- und Videokünstler
- Franciszek Bieliński (1683–1766), Politiker
- Franciszek Ksawery Branicki (1730–1819), Generaladjutant und Großhetman der Krone
- Franciszek Brzeziński (1867–1944), Komponist
- Franciszek Dąbrowski (1904–1962), stellvertretender Kommandant auf der Westerplatte
- Franciszek Gągor (1951–2010), Oberbefehlshaber der Polnischen Streitkräfte
- Franciszek Gajowniczek (1901–1995), Sergeant der Polnischen Armee
- Franciszek Gąsienica Groń (1931–2014), Nordischer Kombinierer
- Franciszek Hynek (1897–1958), Ballonsportler
- Franciszek Kęsy (1920–1942), Widerstandskämpfer und NS-Opfer, 1999 seliggesprochen
- Franciszek Dionizy Kniaźnin (1750–1807), Jesuit und Dichter
- Franciszek Leja (1885–1979), Mathematiker
- Franciszek Lessel (1780–1838), Komponist
- Franciszek Lilius (1600–1657), Komponist
- Franciszek Macharski (1927–2016), Erzbischof
- Franciszek Mirecki (1791–1862), Komponist
- Franciszek Morawski (1783–1861), General und Schriftsteller
- Franciszek von Morawski (1868–1938), polnischer Gutsbesitzer, Mitglied des Deutschen Reichstags
- Franciszek Ludwik Neugebauer (1856–1914), polnisch-russischer Gynäkologe
- Franciszek Maksymilian Ossoliński (1676–1756), Graf, Politiker und Kunstsammler
- Franciszek Pieczka (1928–2022), Schauspieler
- Franciszek Piesik (1942–1967), Todesopfer an der Berliner Mauer
- Franciszek Piper (* 1941), Historiker und Autor
- Franciszek Raszeja (1896–1942), Mediziner und Hochschullehrer
- Franciszek Smolka (1810–1899), polnisch-österreichischer Politiker
- Franciszek Smuda (1948–2024), polnisch-deutscher Fußballtrainer
- Franciszek Smuglewicz (1745–1807), Maler und Zeichner
- Franciszek Starowieyski (1930–2009), Grafiker, Maler und Bühnenbildner
- Franciszek Zabłocki (1752–1821), Satiriker und Dramatiker
- Franciszek Żmurko (1859–1910), Salonmaler